# Wydział Sztuki Uniwersytetu Jana Kochanowskiego w Kielcach
Wydział Sztuki Uniwersytetu Jana Kochanowskiego w Kielcach – jeden z 6 wydziałów Uniwersytetu Jana Kochanowskiego w Kielcach.

## Kierunki kształcenia
Dostępne kierunki:
- Design (studia I stopnia)
- Design społeczny (studia II stopnia)
- Edukacja artystyczna w zakresie sztuki muzycznej (studia I i II stopnia)
- Grafika (studia jednolite magisterskie)
- Sztuki plastyczne/Visual Arts (studia I i II stopnia)
- Wzornictwo (studia I stopnia)

## Struktura organizacyjna
| Jednostka                 | Kierownik              |
| ------------------------- | ---------------------- |
| Instytut Sztuk Wizualnych | dr hab. Rafał Urbański |
| Instytut Muzyki           | dr hab. Andrzej Ślązak |

## Poczet dziekanów
1. dr hab. Ewa Robak (2019–2020)
2. dr hab. Katarzyna Ziołowicz (od 2020)

## Władze Wydziału
W kadencji 2024–2028:  
| Stanowisko                                          | Imię i nazwisko               |
| --------------------------------------------------- | ----------------------------- |
| Dziekan                                             | dr hab. Katarzyna Ziołowicz   |
| Prodziekan ds. kształcenia i współpracy z zagranicą | dr Maciej Zdanowicz           |
| Prodziekan ds. muzyki                               | prof. dr hab. Jerzy Mądrawski |